# Sông Detroit
Sông Detroit (tiếng Pháp: Rivière Detroit) dài 24 hải lý (44 km), bắt nguồn từ phía Tây hồ St Clair và đổ vào phía Nam hồ Erie như một eo biển trong hệ thống Ngũ Đại Hồ và tạo thành biên giới tự nhiên giữa Canada và Hoa Kỳ. Con sông phân chia 2 khu vực đô thị: Detroit, Michigan và Windsor, Ontario, khu vực ấy gọi là Detroit-Windsor. Hai thành phố được kết nối bởi cầu Ambassador (cầu Đại sứ), và hệ thống đường ray dưới lòng đất Trung tâm Michigan.
Tên của dòng sông xuất phát từ tiếng Pháp Rivière du Détroit, có nghĩa là sông eo biển. Sông Detroit đã đóng một vai trò quan trọng trong lịch sử của Detroit và Windsor, và là một trong những tuyến đường thủy nhộn nhịp nhất trên thế giới. Nó là một tuyến giao thông quan trọng nối hồ Michigan, hồ Huron và hồ Superior với kênh St. Lawrence và kênh Erie. Khi Detroit trải qua quá trình công nghiệp hóa nhanh chóng vào đầu thế kỷ 20, sông Detroit trở nên ô nhiễm và độc hại. Tuy nhiên, từ cuối thế kỷ 20, một nỗ lực phục hồi rộng lớn đã được thực hiện vì tầm quan trọng sinh thái của dòng sông.
Đầu thế kỷ 21, dòng sông ngày nay có rất nhiều mục đích kinh tế và giải trí. Có rất nhiều hòn đảo trên sông Detroit và phần lớn hạ lưu của dòng sông được đưa vào Khu bảo tồn động vật hoang dã quốc tế sông Detroit. Sông Detroit được chỉ định là sông Di sản Hoa Kỳ và sông Di sản Canada - con sông duy nhất có 2 danh hiệu. 

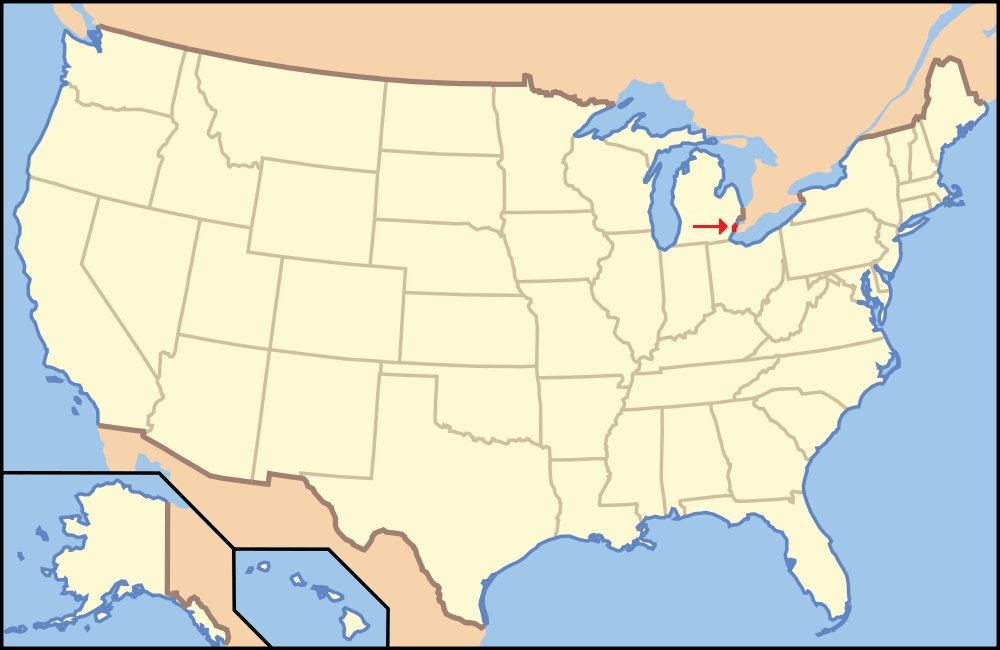
Vị trí của sông Detroit trên bản đồ nước Mĩ